# Dwayalomella vaccinii
Dwayalomella vaccinii är en svampart som beskrevs av Brisson, Piroz. & Pauzé 1975. Dwayalomella vaccinii ingår i släktet Dwayalomella, divisionen sporsäcksvampar och riket svampar.   Inga underarter finns listade i Catalogue of Life.